# 시라오카시
시라오카시(일본어: 白岡市 시라오카시[*])은 일본 사이타마현 동부 중앙에 있는 도시이다.

## 지리
간토평야의 중앙에 위치해 산지는 없고 거의 평탄한 지형이지만 대지와 저지가 뒤얽혀 있고 비탈길도 곳곳에 있다. 서쪽 경계에 모토아라강이 흐르고 시내에는 나카가와 수계의 오가와강이 복수 종단한다. 동부에는 시라오카 대지, 지온지 대지가 존재한다.

## 역사
- 1889년 4월 1일 - 정촌제 시행으로 미나미사이타마군 시노쓰촌, 오야마촌이 성립하였다.
- 1895년 3월 15일 - 오카이즈미촌, 사나가야촌, 센다노촌, 고구키촌, 가미노다촌, 시모노다촌, 쓰메네가야촌, 오타아라이촌, 히코베에촌이 합병해 히카치촌이 성립하였다.
- 1954년 9월 1일 - 시노쓰촌, 히카치촌과 오야마촌 일부가 합병해 시라오카정이 되었다.
- 2009년 4월 1일 - 주민기본대장 인구가 5만 명을 넘었다.
- 2012년 10월 1일 - 시라오카정이 시로 승격해 시라오카시가 되었다.

## 교통

### 철도
- 동일본 여객철도 우쓰노미야선(도호쿠 본선)

### 도로
- 도호쿠 자동차도
- 국도 122호선

## 인구
| 연도 | 인구   | ±%     |
| ---- | ------ | ------ |
| 1980 | 31,624 | —      |
| 1990 | 38,319 | +21.2% |
| 2000 | 46,999 | +22.7% |
| 2010 | 50,272 | +7.0%  |
| 2020 | 52,214 | +3.9%  |